# Клименко Артем Сергійович
Артем Сергійович Клименко — капітан Національної гвардії України, учасник російсько-української війни, що відзначився під час російського вторгнення в Україну в 2022 році.

## Життєпис
Брав участь в АТО на сході України в складі 3-го взводу оперативного призначення 4-тої бригади оперативного призначення імені Героя України сержанта Сергія Михальчука НГУ. У травні 2019 року лейтенант Артем Клименко став переможцем в особистій першості чемпіонату України «Найкращий стрілець з практичної стрільби». Ці змагання проходили впродовж двох днів на загальновійськовому полігоні Міжнародного центру НГУ на Київщині. З початком повномасштабного російського вторгнення в Україну перебував на передовій. Разом із співслуживцями на посаді командира 2-ї бойової групи спеціального призначення окремого загону спецпризначення Північного Київського ТУ НГУ брав участь у київській оборонній операції, а потім -на Ізюмському напрямку і загалом Харківщині. Нацгвардійці ризикуючи життям, проводячи розвідку, виявляли ворожі позиції, знищували легку бронетехніку та танки, захоплюючи в полон живу силу агресора. Згодом також брав участь у штурмових діях у промзоні Сєвєродонецька. 8 лютого 2023 року разом з іншими 115 військовослужбовцями Нацгвардії був нагороджений орденом у приміщенні МВС України.

## Нагороди
- орден «За мужність» II ступеня (2022) — за особисту мужність і самовіддані дії, виявлені у захисті державного суверенітету та територіальної цілісності України, вірність військовій присязі[3].
- орден «За мужність» III ступеня (2022) — за особисту мужність і самовіддані дії, виявлені у захисті державного суверенітету та територіальної цілісності України, вірність військовій присязі[4].